# Jean-Baptiste Van Helmont
Pour les articles homonymes, voir Van Helmont.
Jan Baptista van Helmont ou Jean-Baptiste Van Helmont en français, né à Bruxelles le 12 janvier 1579 et décédé à Vilvorde ou Bruxelles le 30 décembre 1644, est un alchimiste, chimiste, physiologiste et médecin originaire des Pays-Bas méridionaux. Il a écrit l'essentiel de son œuvre en latin, mais a laissé aussi un important traité en néerlandais. Il découvrit le gaz carbonique et le rôle du suc gastrique dans la digestion. Il eut le grand mérite d'entamer le tournant de l'alchimie vers ce qui allait devenir la science chimique.

## Biographie
Né à Bruxelles (Belgique) en 1579, d'origine noble, Jean-Baptiste Van Helmont décrocha son diplôme de philosophie à l'âge de 17 ans à l'université du duché de Brabant (devenue l'université catholique de Louvain). Il se tourna vers l'astronomie, l'algèbre, la géométrie euclidienne. Il suivit par ailleurs au collège des jésuites de Louvain les cours du professeur Martín Antonio Delrío (1551-1608), qui publia un traité sur la magie, le Disquisitionem magicarum. Au début du XVIIe siècle, son laboratoire a été construit à Neder-Heembeek, près de l'église de Neder-Heembeek. Détruit, il reste la Venelle de l'Alchimiste.
À la suite d'une vision, il réalisa qu'il avait emprunté une mauvaise voie. Il lut les mystiques rhénans : Thomas a Kempis et Jean Tauler. En même temps, il étudia la médecine par les herbes de Mattioli, de Dioscoride, puis la médecine galénique, inspirée d'Hippocrate et d'Avicenne. En 1599, il obtint son diplôme de docteur en médecine mais il lisait Paracelse, et se mit à pratiquer une médecine « iatrochimique » toute opposée dans ses principes au galénisme de la Faculté. Il exerça dans toute l'Europe : Suisse et Italie (1599-1605), France et Angleterre (1602-1605). Il épousa Margarita van Ranst en 1609, dont il eut quatre filles puis un fils, François-Mercure. De 1609 à 1619 il se consacra à la méditation et à la recherche, surtout en pyrotechnie : il s'appelait lui-même Philosophus per ignem (philosophe par le feu).
À la suite d'une nouvelle expérience spirituelle, il se crut adeptus naturae, initié aux secrets de la nature. En 1618, il appela son fils « François-Mercure », car il pensait avoir obtenu de l'or à partir du mercure, grâce à une transmutation alchimique.
En 1617, J.-B. Van Helmont publia De magnetica vulnerum curatione, ce qui ouvrit une controverse avec Rudolf Goclenius le Jeune (1572-1621) et Jean Roberti. Goclenius (1608), en paracelsien, croit à la guérison magnétique des blessures : tout corps vivant possède un magnétisme animal propre, une force qui peut être utilisée, notamment à des fins thérapeutiques, par exemple l'onguent armaire (armarium) permet de soigner par l'arme qui a occasionné une blessure. Le jésuite Jean Roberti (1617) le réfute et l'accuse de superstition. J.-B. Van Helmont critique les deux et les jésuites en général.
Il est mis en examen par l'Inquisition en 1634, jusqu'en 1636. Interrogé sur la kabbale, il répondit qu'il savait que les rabbins employaient cet art pour l'intelligence des mystères de leur foi, mais que les chrétiens n'en avaient pas besoin : les écrits de Reuchlin et Ricius lui avaient appris que ce n'était que fables et vaines tortures de l'esprit.
Jean-Baptiste Van Helmont mourut à Bruxelles ou à Vilvorde, près de Bruxelles en 1644,.

## Découvertes
Jean-Baptiste van Helmont croyait fermement en l'alchimie ; il avait certains penchants mystiques et croyait à la pierre philosophale. Il respecta l'enseignement de William Harvey et celui de Galilée. Observateur minutieux et expérimentateur précis, ses apports furent finalement importants dans les domaines de la chimie et de la physiologie. Il découvrit l'existence des gaz vers 1610. L'alchimie dans les êtres vivants est à notre époque rattachée aux transmutations biologiques.

### De l'alchimiste convaincu au précurseur de la chimie pneumatique
Il s’attaque aux quatre éléments, soutenus notamment par Aristote. Il écrit à ce sujet que « Le feu n’est ni un élément, ni une substance ; la flamme est une fumée allumée. » En outre, comme les chimistes de son époque, il considéra que la terre n’est pas un élément : elle résulte de la transformation de l’eau. Il démontra son hypothèse en faisant pousser un jeune saule dans une caisse de bois contenant une quantité de terre bien déterminée. Après arrosage, durant cinq ans, avec de l’eau de pluie filtrée sur tamis, il observa que le poids de l’arbre avait augmenté de 76 kg, tandis que celui de la terre n’avait diminué que de 57 g. La terre n’ayant accusé aucune variation sensible de poids, c’est donc l’eau qui s’est changée en bois et en racines, c’est-à-dire en substances solides que l’on qualifiait de « terre »,.
Bien qu’il ne fût pas opposé à l’idée de transmutation, il réfuta l’expérience qui consistait à « transmuer » le fer en cuivre par séjour dans une solution de vitriol bleu (sulfate de cuivre) en prouvant que le vitriol renferme l’élément cuivre.
« Précurseur de la chimie pneumatique », comme l’écrit Ferdinand Hoefer, Van Helmont, vers 1610, révéla d’une façon scientifique l’existence des « gaz », comme il les nomme, et en reconnut plusieurs. Il identifia l’un d’eux, le « gaz sylvestre » (gaz carbonique) qui résultait de la combustion du charbon, ou de l’action du vinaigre sur certaines pierres, ou de la fermentation du jus de raisin. Pour Van Helmont, le gaz constitue l’ensemble des « exhalaisons » dont l’air est le réceptacle.

### Apport en médecine
Physiologiste, il considérait que la digestion, l’alimentation et le mouvement étaient dus à des ferments qui transformaient, en six étapes, les aliments en matière vivante. Pour Van Helmont toute substance est formée d’eau, élément primordial, et d’un ferment impondérable (notion proche de la force vitale), principe spirituel qui exerce son action sous l’influence d’une force spirituelle, l’Archée. Médecin, il se laissait guider par des principes chimiques pour le choix des remèdes et introduisit, par exemple, l’usage de l’alcali pour corriger l’acidité excessive des ferments digestifs.
Cette découverte combine la théorie de Paracelse sur l'archè (l'esprit vital) et celle du blas (la force impulsive).

### Son apport à la théorie de la génération spontanée
La génération spontanée serait l'apparition d'un être vivant sans ascendant, sans parent. Au XIXe siècle cela prend aussi le nom de « spontéparité », ou encore « hétérogénie ».
Dans l'année 1648, Van Helmont publie une méthode pour « créer » des souris en 21 jours. Il suffit de laisser reposer une bouteille remplie d'excréments et de vieux chiffons dans un placard obscur.
Cette croyance a été dissipée plus tard par Pasteur qui mit en forme le concept de biogenèse.

## Hommages
Une rue porte son nom à Bruxelles, Vilvorde et Anvers.
Une statue en son honneur, réalisée par Gérard Van der Linden, se tient sur la place du Nouveau Marché aux Grains (nl) de Bruxelles.

### Édition
Ses œuvres complètes furent publiées en 1648 par son fils Franciscus Mercurius (François-Mercure) sous le titre Ortus medicinæ, vel opera et opuscula omnia, ce qui lui attira également les foudres de l'Inquisition.

### Œuvres
- 1621 – De magnetica vulnerum curatione. Disputatio, contra opinionem d. Ioan. Roberti (...) in brevi sua anatome sub censurae specie exaratam, Paris. Repris dans Ortus medicinae, p. 746-780 ; dans Theatrum sympatheticum auctum, édition de 1667, p. 458-506.
- 1624 – Supplementum de spadanis fontibus
- 1642 – Febrium doctrina inaudita, Antverpiae
- 1644 – Opuscula medica inaudita
- 1648 – Ortus medicinae, id est Initia physicae inaudita. Trad. all. par Christian Knorr von Rosenroth et François-Mercure Van Helmont, 1683 : Aufgang der Artzney-Kunst. Trad. fr. par Jean Leconte, 1670, : Les Œuvres de Jean-Baptiste Van Helmont, traitant des principes de médecine et physique, pour la guérison assurée des maladies
- 1648 – Opuscula medica inaudita. 1 : De lithiasi. 2 : De febribus. 3 : De humoribus Galeni. 4 : De peste. Editio secunda, impression anastaltique Culture et Civilisation, Bruxelles, 1966
- 1659 – Dageraed, oft nieuwe opkomst der geneeskonst, in verborgen grondtregelen der Natuere, Amsterdam, chez Jan Jacobsz. Schipper
- 1660 – Dageraad, ofte nieuwe opkomst der geneeskonst, in verborgen grond-regulen der Nature, Rotterdam, chez Johannes Næranus
- 1670 – Œuvre physique et médecine, traduites par Jean le Conte, Lyon.
- 1681 – Tumulus pestis. Das ist: Gründlicher Ursprung der Pest / Dero Wesen / Art / und Eigenschafft; als auch deroselben zuverlässig- und beständiger Genesung. Nebenst Beyfügung der wahren Ursach und Grund allerhand Fieber; Und worinnen biß zu dato in Curirung derselben ist geirret worden. Durch Johannem Baptistam von Helmont, Herrn von Merode / Royenborg / Orschot und Pellines / u. in Nieder-Teutsch; und folgend auch Lateinisch beschrieben. Anjetzo aber / bey ob-schwebenden gefährlichen Läuffen und grassirenden Seuchen / männiglich zum besten / aus dem Niederländischen übersetzt. Durch Johannem Henricum Seyfried, Sultzbach 1681.

### Études
- Jacques Sadoul, Le grand art de l'alchimie, J'ai lu, collection « L'Aventure mystérieuse » (No A329). Cite Jean-Baptiste van Helmont.
- (de) Claus Bernet, « Jean-Baptiste Van Helmont », dans Biographisch-Bibliographisches Kirchenlexikon (BBKL), vol. 25, Nordhausen, 2005 (ISBN 3-88309-332-7, lire en ligne), colonnes 597–621.
- (en) Walter Pagel, Joan Baptista Van Helmont. Reformer of science and medicine, Cambridge University Press, 1982.
- Paul Nève de Mévergnies, Jean Baptist van Helmont. Philosophe par le feu, Liège et Paris, 1935.
- (en) Allen G. Debus, The Chemical Philosophy. Paracelsian Science and Medicine in the Sixteenth and Seventeeth Centuries, New York, Science History Publications, 1977, t. II p. 295–379.
- Robert Halleux :
  - « Gnose et expérience dans la philosophie chimique de Jean-Baptiste Van Helmont » Bulletin de l'Académie royale de Belgique, (Classe des Sciences), 5e série, 65 (1979), p. 217–229.
  - « Helmontiana II : Le prologue de l'Eisagoge, la conversion de Van Helmont au paracelsisme, et les Songes de Descartes » Academiae Analecta (Klasse der Wetenschappen), 49 (1987), pt. 2, p. 17–36.
  - « Visages de Van Helmont, depuis Hélène Metzger jusqu'à Walter Pagel » in in G. Freudenthal (éd.), Études sur Hélène Metzger, (Corpus : Revue de philosophie, nos 8 / 9, Hélène Metzger), p. 35–43. 
  - (en) « Theory and Experiment in the Early Writings of Johan Baptist Van Helmont » in D. Batens et J. P. van Bendegem (éd.), Theory and Experiment, Dordrecht, 1988, p. 93–101.
  - « Le procès d'inquisition du chimiste Jean-Baptiste Van Helmont » Comptes-rendus des séances – Académie des inscriptions et belles-lettres, année 2004, vol. 148, no 2, p. 1059–1086.
- (de) Johann Werfring: Die Einbildungslehre Johann Baptista van Helmonts. In: Johann Werfring: Der Ursprung der Pestilenz. Zur Ätiologie der Pest im loimografischen Diskurs der frühen Neuzeit, Edition Praesens, 2. Auflage, Wien 1999 (= Medizin, Kultur und Gesellschaft, Bd. 2),  (ISBN 3-7069-0002-5), p. 206–222.
- (en) Steffen Ducheyne « Joan Baptiste Van Helmont and the Question of Experimental Modernism » Physis: Rivista Internazionale di Storia della Scienza, vol. 43, 2005, p. 305–332.
- (en)J.R. Partington (en), « Joan Baptista van Helmont », dans Annals of science, vol. 1, no 4, 1936, p. 359–384 DOI 10.1080/00033793600200291.
- Guillaume Des Marez, L'état civil de J.B. Van Helmont, Annales de la Société d'Archéologie de Bruxelles, Tiré à part de 21 pages du Tome XXI, de 1907.